# Nota de 500 euros
A nota de quinhentos euros (500 €) é a nota de euro de maior valor e tem sido usada desde a introdução do euro (em sua forma em espécie) em 2002.
É uma das notas de maior valor do mundo: vale em torno de R$ 2.753, US$ 518, 72.140 JPY, 493 CHF ou 432 GBP em dezembro de 2022. A nota é usada nos 22 países que têm o euro como moeda única (20 deles a adotando legalmente); com uma população de cerca de 332 milhões.
É a maior nota medindo 160x82mm e tem um esquema de cor roxa. As notas de quinhentos euros retratam pontes e arcos/portais em arquitetura moderna (por volta do século XX).
A nota de quinhentos euros contém inúmeros recursos de segurança complexos como marcas d'água, tinta invisível, hologramas e microimpressões que provam sua autenticidade. Em outubro de 2011, havia cerca de 594.833.600 (quinhentas e noventa e quatro milhões, oitocentas e trinta e três mil e seiscentas) notas de quinhentos euros em circulação em toda a Zona Euro.
A 27 de Janeiro de 2019, após decisão do Banco Central Europeu  em 2016, as notas de 500 euros deixaram de ser emitidas e passaram a ser destruídas assim que depositadas nos Bancos Centrais Nacionais.

## História
Legalmente, tanto o Banco Central Europeu quanto os bancos centrais dos países da Zona Euro têm o direito de emitir as sete diferentes notas de euro. Na prática, apenas os bancos centrais nacionais da zona emitem e retiram, fisicamente, notas de euro. O Banco Central Europeu não tem um caixa e não está envolvido em quaisquer operações de tesouraria.

### Antes da introdução
O euro foi estabelecido em 1 de janeiro de 1999, quando veio a ser a moeda de mais de 300 milhões de pessoas na Europa. Durante os primeiros três anos de sua existência, o euro foi uma moeda invisível, usada apenas em contabilidade. O euro em espécie não foi introduzido até 1 de janeiro de 2002, quando substituiu as notas e moedas de 12 países da Zona Euro, como, por exemplo, o escudo português e a coroa estoniana.

### Depois da introdução
O período de transição durante o qual as antigas notas e moedas foram trocadas pelas do euro durou cerca de dois meses, até 28 de fevereiro de 2002. A data oficial em que as moedas nacionais deixaram de ser legais variaram de estado-membro para estado-membro. A que mais se estendeu foi na Alemanha, onde o marco deixou oficialmente de ser legal em 31 de dezembro de 2001, embora o período de troca tenha durado por mais dois meses. Mesmo depois que as antigas moedas deixaram de ter valor legal, elas continuaram a ser aceitas pelos bancos centrais nacionais por períodos que variam de dez anos até sempre.

### Serie "Europa"
Ao contrario das restantes notas, esta apenas teve uma série de notas de euro, nunca chegando assim a fazer parte da série "Europa".

## Design

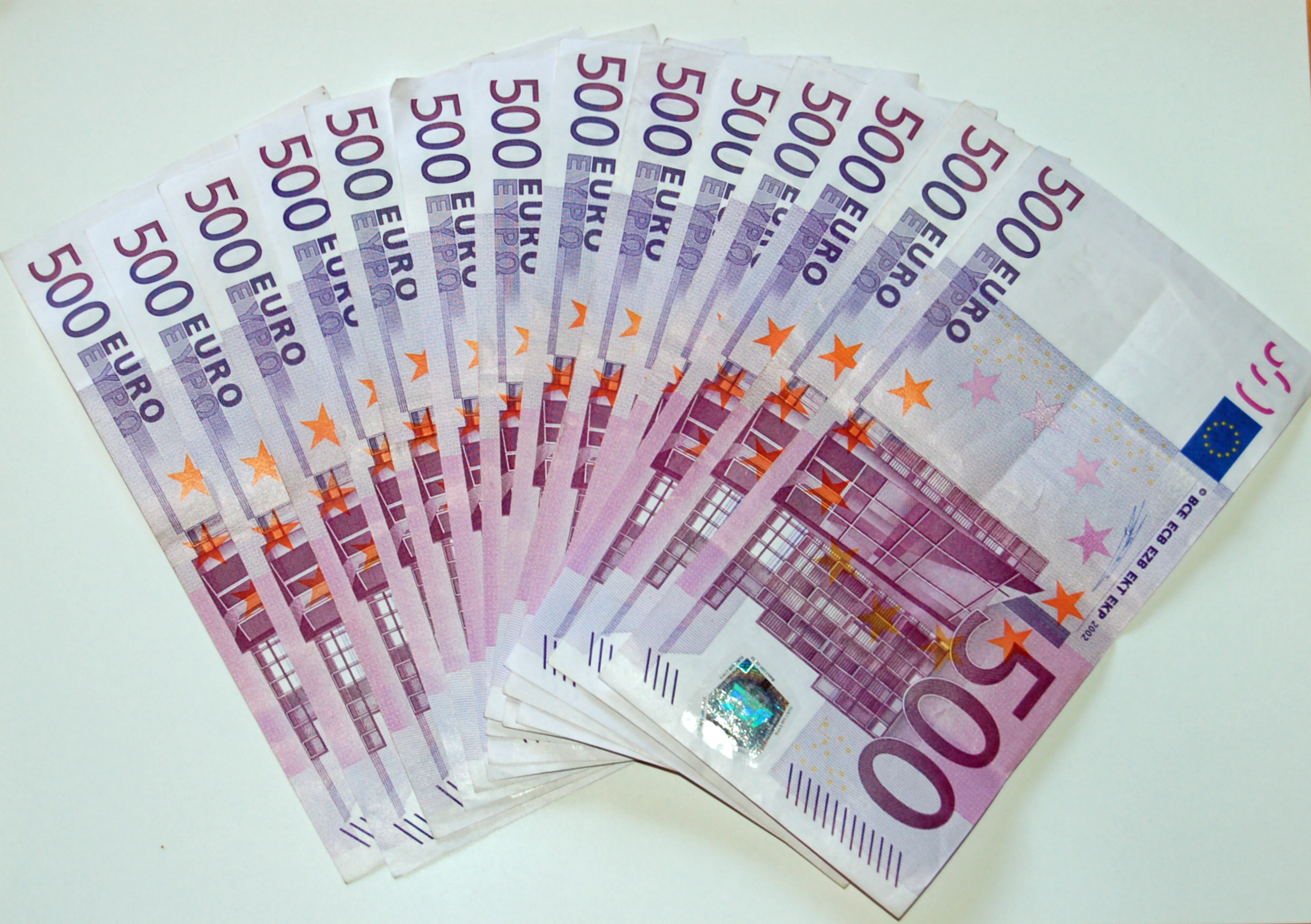
Em outubro de 2011, havia aproximadamente 594833600 notas de 500 € em circulação.

A nota de quinhentos euros mede 160mm×82mm, e tem um esquema de cor roxa. Todas as notas retratam pontes e arcos/portais em um estilo europeu histórico diferente; a nota de quinhentos euros exibe arquitetura moderna (por volta do século XX). Embora os projetos originais de Robert Kalina tivessem a intenção de mostrar monumentos reais, por razões políticas a ponte e a arte são exemplos meramente hipotéticos de arquitetura..
Como todas as notas de euro, ela contém a denominação, a bandeira da União Europeia, a assinatura do presidente do BCE e as iniciais do banco em diferentes idiomas da UE, uma representação dos territórios ultramarinos da UE, as estrelas da bandeira da UE e os recursos de segurança listados abaixo.

### Assinaturas
Um elemento presente em todas as notas de euro é a assinatura do atual presidente do Banco Central Europeu.
As notas impressas até Novembro de 2003, surgem com a assinatura de Wim Duisenberg, primeiro presidente do BCE. Este foi substituído em 1 de novembro de 2003 por Jean-Claude Trichet, cuja assinatura aparece em Novembro de 2003 a Março de 2012. Com a nomeação de Mario Draghi para terceiro e atual presidente do Banco Central Europeu, as notas emitidas após Março 2012 passaram a ter a sua assinatura.

### Recursos de segurança
A nota de quinhentos euros é protegida por uma faixa holográfica, a constelação EURion, marcas d'água, microimpressão, tinta ultravioleta, impressão em relevo, um fio de segurança, superfície emaranhada, perfurações, ver através do número, tinta opticamente variável, código de barras e número de série.

## Crime

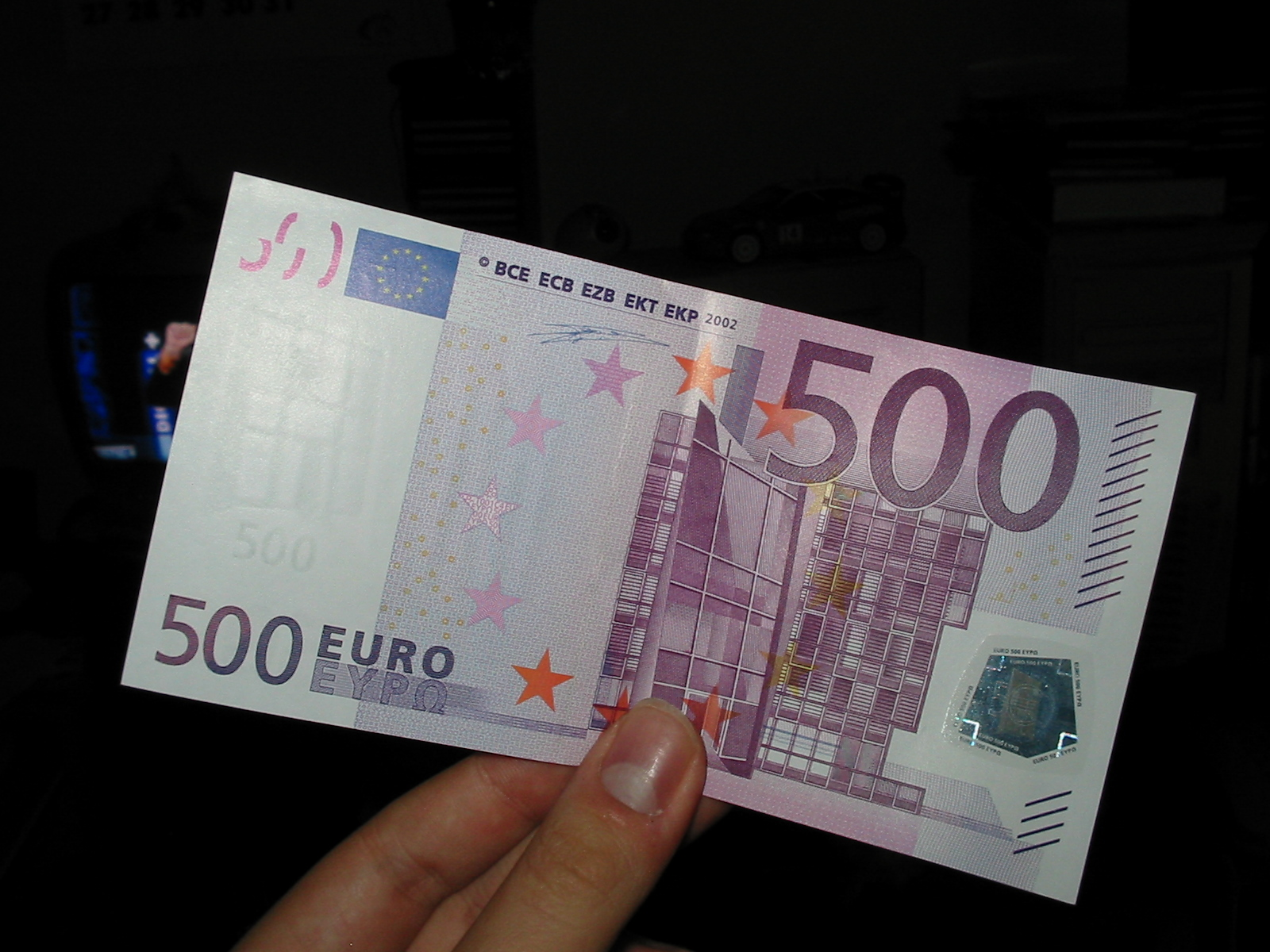
Um quarto de todas as notas de 500 euros são feitas na Espanha desde sua introdução em 2002

O valor desta nota é várias vezes maior que o das maiores notas circulantes de outras moedas correntes, como a nota de 100 dólares. Assim um grande valor monetário pode ser concentrado num pequeno volume de notas. Isso facilita crimes que tratam de dinheiro, incluindo lavagem de dinheiro, tráfico de drogas e evasão fiscal. Tem havido apelos para retirar a nota de circulação por este motivo. Por outro lado, algumas das moedas substituídas tinham amplo uso de notas de maior valor, incluindo 10 000 francos belgas, 5 000 xelins austríacos, 1 000 florins neerlandeses, e 1 000 marcos alemães.
Em 20 de abril de 2010, casas de câmbio no Reino Unido pararam de vender notas de 500 €, devido ao seu uso em lavagem de dinheiro. A Agência Britânica Contra o Crime Organizado afirmou que "90% de todas as notas de 500 € vendidas no Reino Unido estão nas mãos do crime organizado", o que foi revelado durante uma análise de oito meses. A nota de 500 € vale cerca de 400 £ dependendo das taxas de câmbio (mais que oito vezes o valor da maior nota circulante do Banco da Inglaterra), e tem se tornado a moeda preferida por gangues para esconder seus lucros.
A diretiva de 2005/06/EC da UE sobre a prevenção da utilização do sistema financeiro com o objetivo de lavagem de dinheiro e financiamento do terrorismo tenta prevenir tais crimes requisitando aos bancos, agências imobiliárias e muitas outras companhias que investiguem e denunciem uso de dinheiro superior a 15 000 €.

## Circulação
Em outubro de 2011, havia cerca de 594 833 600 notas de 500 € em circulação em toda a Zona Euro, por ser a segunda de menor circulação. O que soma aproximadamente 297,416,800,000 € em notas de 500 €. O Banco Central Europeu está a acompanhar atentamente a circulação e o estoque de moedas e notas de euro. É uma tarefa do Eurosystem assegurar uma oferta eficiente e harmoniosa de notas e manter sua integridade por toda a área do euro.

## Impacto ambiental
Como uma instituição favorável ao meio ambiente, o BCE se esforça para fazer um uso sensato dos recursos naturais, para manter a qualidade do mundo e para salvar a saúde das pessoas na produção e fornecimento de notas de euro.
As notas de euro são seguras para o uso: resultados de testes independentes confirmaram que o euro observa o cumprimento de todos os regulamentos da União Europeia, incluindo uma grande variedade de substâncias químicas em notas de euro. Todas as substâncias nas notas têm mostrado uma concentração de abaixo de qualquer limite.

## Rastreamento
Existem várias comunidades de pessoas a nível europeu que, como um hobby, mantêm o controle das notas que passam por suas mãos, e sabem por onde elas viajaram usando o EuroBillTracker. O objetivo é registrar tantas notas quanto possível, a fim de saber detalhes sobre sua propagação, como de onde e para onde viajam em geral, segui-las, como onde uma nota foi vista em particular, e gerar estatísticas e rankings, por exemplo, em quais países há mais notas. EuroBillTracker registrou mais de 96 milhões de notas em outubro de 2011, no valor de mais de 1,876 bilhões * €.

## Fim da emissão
Em 4 de maio de 2016, o Banco Central Europeu decidiu por fim à emissão das cédulas de 500 Euros, uma vez que seu alto valor facilita a lavagem de dinheiro e outras atividades ilícitas. Essa decisão começou a ter efeito a partir do dia 26 de Janeiro de 2019, deixando assim de ser emitidas no paises da Área do Euro (inicialmente, à excepção de Alemanha e Austria). Atualmente, as notas ainda em circulação podem continuar a ser utilizadas normalmente como meio de pagamento, contudo, assim que forem depositadas nos Bancos Centrais Nacionais, serão destruidas.